# Yashlumilja
Yashlumilja är en ort i Mexiko.   Den ligger i kommunen Teopisca och delstaten Chiapas, i den sydöstra delen av landet, 800 km öster om huvudstaden Mexico City. Yashlumilja ligger 2 391 meter över havet och antalet invånare är 385.
Terrängen runt Yashlumilja är lite bergig. Runt Yashlumilja är det ganska tätbefolkat, med 104 invånare per kvadratkilometer. Närmaste större samhälle är Teopisca, 6,4 km söder om Yashlumilja. I omgivningarna runt Yashlumilja växer huvudsakligen savannskog.